# SM UB-12
SM UB-12 – niemiecki jednokadłubowy okręt podwodny typu UB I zbudowany w stoczni AG Weser w Bremie w latach 1914-1915. Zwodowany 2 marca 1915 roku, wszedł do służby w Kaiserliche Marine 29 marca 1915 roku. W czasie swojej służby SM UB-12 odbył 98 patroli, podczas których zatopił 21 statków o łącznej pojemności 10 239 BRT, jeden zajął jako pryz, zatopił też jeden okręt – niszczyciel HMS „Laforey” oraz jedną jednostkę pomocniczą.

## Budowa
Okręt SM UB-12 należał do typu UB I. Był małym jednokadłubowym okrętem przeznaczonym do działań przybrzeżnych, o prostej konstrukcji; długości 28,1 metrów, wyporności w zanurzeniu 142 tony, zasięgu 1650 Mm przy prędkości 5 węzłów na powierzchni oraz 45 Mm przy prędkości 4 węzły w zanurzeniu. Okręty tego typu charakteryzowały się słabą manewrowością oraz niewielką prędkością 6,5 węzła na powierzchni oraz 5,5 w zanurzeniu. Jego maksymalne zanurzenie wynosiło około 50 metrów.

## Służba
Pierwszym dowódcą został Hans Nieland, który 21 listopada 1915 roku został zastąpiony przez Wilhelma Kiela. Pod dowództwem Kiela załoga UB-12 odniosła swoje największe zwycięstwo. 10 kwietnia 1916 zatopiono parowiec „Silksworth Hall” o pojemności 4777 BRT płynący z Hull do Filadelfii.
26 stycznia Kiel został zastąpiony przez kapitana Georga Gertha. Greth jako kapitan okrętu zatopił 2 statki oraz zajął jeden jako pryz. Po przejściu Gertha na stanowisko dowódcy UC-61, UB-12 został przejęty przez Friedricha Moeckea, który dowodził nim do 19 stycznia 1917 roku. Kolejnym dowódcą jednostki został Oberleutnant zur See Ernst Steindorff. Pod dowództwem Steindorffa UB-12 zatopił 6 statków oraz jeden okręt wojenny. Największym z nich był parowiec „Alhama” (1744 BRT). Statek płynął z ładunkiem stempli z Bayonne do Dunkierki i 26 kwietnia 1917 roku wszedł na minę postawioną przez UB-12.
23 marca 1917 roku brytyjski niszczyciel HMS „Laforey”, wracając z eskortowania konwoju z Folkstone do Boulogne-sur-Mer, wpadł na postawioną przez UB-12 minę. W wyniku eksplozji okręt przełamał się i zatonął. Pomimo natychmiastowej pomocy, udzielonej przez towarzyszący mu niszczyciel HMS „Laertes”, z 77-osobowej załogi zostało uratowanych tylko 18 osób.
W 1918 roku okręt wraz z siostrzanymi jednostkami UB-10, UB-16 i UB-17 zostały przebudowane na stawiacze min. W wyniku modernizacji ich długość zwiększyła się z pierwotnych 28,1 m do 32 metrów, wyporność wzrosła do 161 ton, a wyrzutnie torpedowe zostały zastąpione czterema wyrzutniami min o pojemności 8 min..
10 maja 1918 roku ostatnim dowódcą okrętu został Ernst Schöller. Pod jego dowództwem okręt operował do sierpnia 1918 roku. 19 sierpnia okręt zaginął. Nieznane są przyczyny zatonięcia oraz miejsce spoczywania okrętu. Nikt z 19-osobowej załogi nie ocalał.
27 października 1918 roku, ponad dwa miesiące po zaginięciu okrętu, u ujścia Tamizy na minę postawioną przez UB-12 pod dowództwem Schöllera wszedł należący do Royal Navy niewielki dryfer HMD „Calceolaria” o pojemności 92 BRT.